# Locomotor

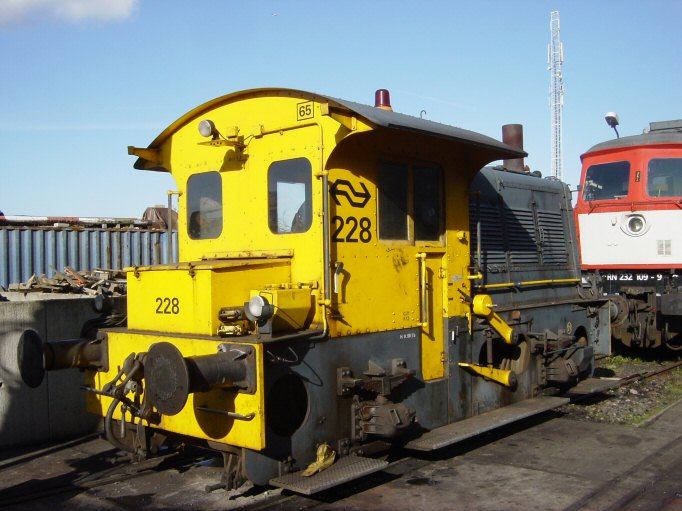
Een Sik van de NS.

Een locomotor (soms ook locotractor) is een eenvoudig type locomotief met een beperkt vermogen, en vaak met een eenvoudige, mechanische rem. Dit in tegenstelling tot een echte locomotief die een luchtdrukrem heeft, waarbij luchtdruk nodig is om de remmen te lossen. De meeste locomotoren worden gebruikt als rangeerlocomotief. Vaak hebben locomotoren eenvoudige mechanische overbrenging (met versnellingsbak, vergelijkbaar met die van een auto), zoals de NS-serie 100, terwijl grote diesellocomotieven hydraulische of elektrische overbrenging hebben. Dit laatste geldt overigens ook voor locomotoren als de Kleinloks type Köf in Duitsland (een deel van de serie was hydraulisch) en de locomotoren serie 200/300 van NS (dieselelektrisch).
In Nederland zijn tussen 1934 en 1951 169 locomotoren gebouwd door de Centrale Werkplaats van de NS in Zwolle en rollendmaterieelfabrikant Werkspoor die de bijnaam 'Sik' hebben gekregen.

## Zie verder
- Sik (locomotor) (NS 100/200)